# Меловые скалы на острове Рюген
«Меловые скалы на острове Рюген» (нем. Kreidefelsen auf Rügen) — картина, написанная немецким художником Каспаром Давидом Фридрихом в 1818 году.
На картине изображены двое мужчин и девушка, находящиеся на краю пропасти на меловых скалах острова Рюген. Один из путников застыл у края обрыва в позе молящегося. Справа мужчина со скрещенными руками прислоняется к стволу дерева и смотрит далеко в море. Слева женщина в красном платье (которую обычно идентифицируют как жену Фридриха Каролину) сидит возле почти засохшего кустарника: только веточки вокруг ее лица распускаются. С края этой пропасти хорошо просматривается море, что показано на картине. Далеко в море видны два паруса — удаляющийся и приближающийся, символ того, что безбрежные просторы океана покорены человеком. Склонившиеся друг к другу деревья символизируют союз художника с его женой. Цвета одежды фигуры также символичны. Средняя фигура — синяя, цвет веры; левая фигура — красная, цвет любви; а правая фигура — зеленая, цвет надежды. Таким образом, их можно интерпретировать как воплощения трех христианских теологических добродетелей: веры, надежды и любви. 
Произведение находится в музее Оскара Рейнгарта, в швейцарском городе Винтертур.